# Miel van Leijden
Miel van Leijden (Batavia, 20 december 1885 – Den Haag, 4 juni 1949) was een Nederlands voetballer die als verdediger speelde.

## Interlandcarrière

### Nederland
Op 16 oktober 1910 debuteerde Van Leijden voor Nederland in een vriendschappelijke wedstrijd tegen Duitsland (1 – 2 verlies).
| Interlands van Miel van Leijden voor Nederland | Interlands van Miel van Leijden voor Nederland | Interlands van Miel van Leijden voor Nederland | Interlands van Miel van Leijden voor Nederland | Interlands van Miel van Leijden voor Nederland | Interlands van Miel van Leijden voor Nederland |
| №                                              | Datum                                          | Wedstrijd                                      | Uitslag                                        | Soort Wedstrijd                                | Doelpunten                                     |
| Als speler bij HVV (Den Haag)                  | Als speler bij HVV (Den Haag)                  | Als speler bij HVV (Den Haag)                  | Als speler bij HVV (Den Haag)                  | Als speler bij HVV (Den Haag)                  | Als speler bij HVV (Den Haag)                  |
| ---------------------------------------------- | ---------------------------------------------- | ---------------------------------------------- | ---------------------------------------------- | ---------------------------------------------- | ---------------------------------------------- |
| 1.                                             | 16 oktober 1910                                | Nederland – Duitsland                          | 1 – 2                                          | Vriendschappelijk                              | 0                                              |